# Valentina Yurina
Valentina Yurina, née en 1985, est une grimpeuse russe. 

## Palmarès

### Championnats du monde
- 2007 à Avilés,  Espagne
  -  Médaille de bronze en vitesse
- 2005 à Munich,  Allemagne
  -  Médaille d'argent en vitesse
- 2003 à Chamonix,  France
  -  Médaille de bronze en vitesse

### Championnats d'Europe
- 2006 à Iekaterinbourg,  Russie
  -  Médaille de bronze en vitesse
- 2004 à Lecco,  Italie
  -  Médaille d'argent en vitesse